# Activ

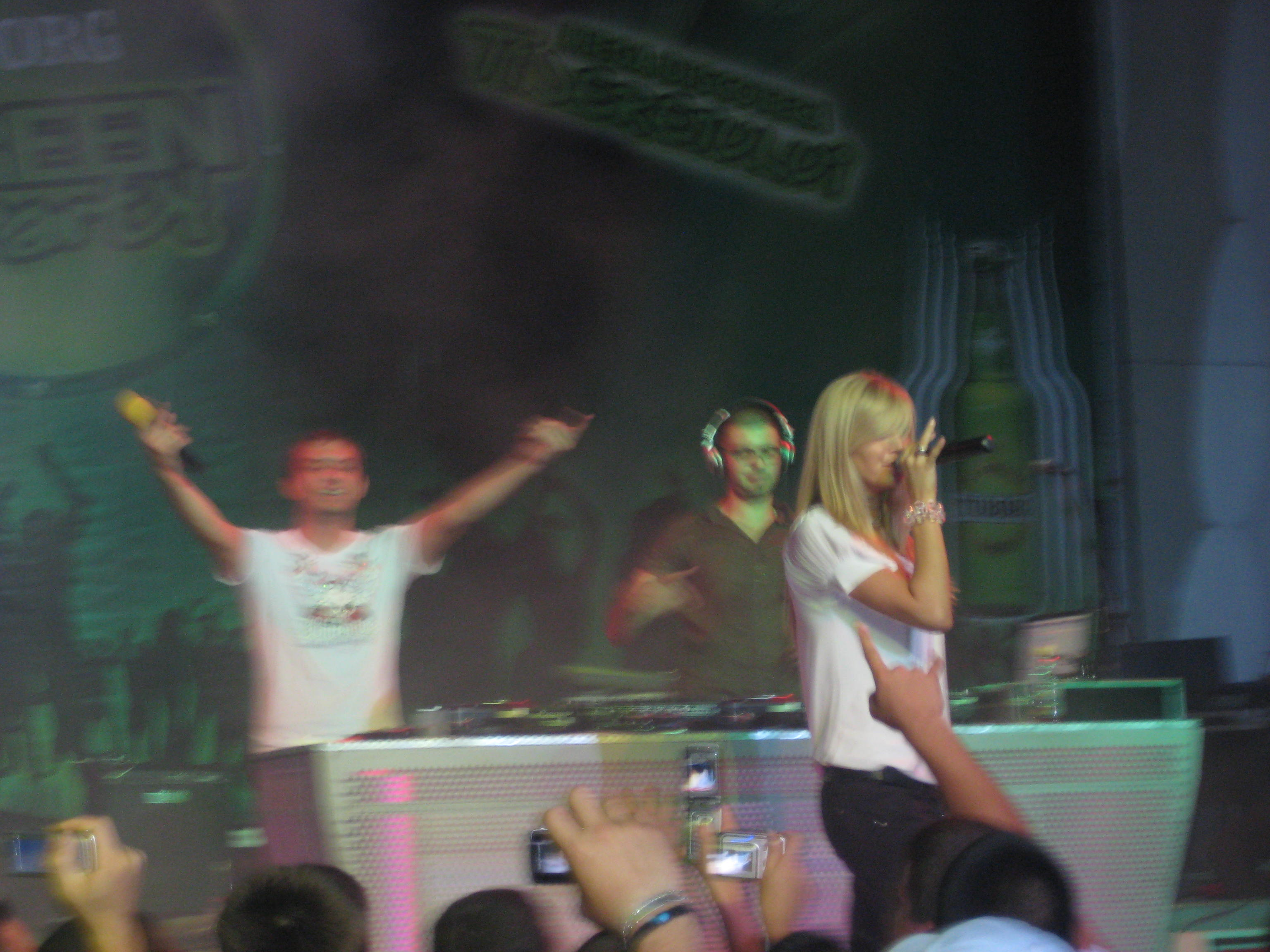
Oana, la chanteuse principale du groupe Activ (droit)

Activ est un groupe de musique dance-pop roumain depuis 1999 fondé par les producteurs Avi (né Cicirean Flaviu) et Rudi (né Stefanic Rudolf Oskar).
Oana Paula Nistor, la chanteuse du groupe est l’épouse du joueur de football du FC Steaua Bucarest, Ovidiu Petre.

## Albums
- 1999 : Sunete
- 2002 : În Transă
- 2004 : Motive
- 2005 : Superstar
- 2007 : Everyday